# Pachydinium mediterraneum
Pachydinium mediterraneum is een soort in de taxonomische indeling van de Myzozoa, een stam van microscopische parasitaire dieren. Het organisme komt uit het geslacht Pachydinium en behoort tot de familie [[]]. Pachydinium mediterraneum werd ontdekt door Pavillard.